# Município de French Broad
Localização da Carolina do Norte nos E.U.A.
O município de French Broad (em inglês: French Broad Township) é um município localizado no  condado de Buncombe no estado estadounidense da Carolina do Norte. No ano 2010 tinha uma população de 6.912 habitantes.

## Geografia
O município de French Broad encontra-se localizado nas coordenadas 35° 42′ 16,39″ N, 82° 37′ 08,47″ O.